# 孔令燦
孔令燦（1888年—？），字瀞庵、號印秋。山東省曲阜縣人，孔府大宗户凝祉堂后裔（高祖孔憲增是衍聖公孔昭煥次子），衍聖公孔德成年幼時，曾主持孔府府務。民國37年（1948年）在山東省第六選區當選第一屆立法委員。

## 生平
- 民國2年8月7日，任山東岱南教育科科長[1]，同年12月26日呈請辭職[2]
- 民國3年，山東省立第七中學校校長[3]
- 民國18年4月12日，任山東省政府建設廳科長[4]，民國20年2月10日辭職[5]
- 山東省督學，民國19年2月，兼任山東省義務教育委員會主任委員[6]
- 民國20年8月1日，任山東省政府教育廳科長[7]，民國25年4月1日免[8]
- 民國25年4月22日，任山東省政府教育廳祕書[9]
- 山東省政府財政廳第三科科長[10]
- 民國40年，以奉通緝在案，註銷名籍[11]
- 中國人民政治協商會議第三屆山東省委員會委員
- 中國國民黨革命委員會山東省委員會第三屆候補委員（1958.10—1963.4）、第四屆委員（1963.4—1980.5）

## 家庭
- 父：孔祥禎，字幹臣、號仲瑤，衍聖公孔昭煥玄孫，孔繁沂次子、孔祥桓之弟。光绪十一年（1885年）拔貢、丁酉（1897年）举人，曲阜孔庙世袭六品官、四氏學教授。子女五：孔令煜、孔令燦、孔令灼（長女）、孔令煌（次女）、孔令烜[12]
  - 夫人：戴濟
    - 長女：孔德堡，山东大学畢業，夫方堅，遷居青島市
    - 次女：孔德坪，重庆师范大学畢業，夫盧繩，遷居天津市
    - 長子：孔德埴（1921年生），國立中央大學畢業，任高級工程師，遷居北京市
    - 長媳：李永馨
      - 孫女：孔華（1949年生），譜名維華，夫董曉強
      - 孫：孔勇（1953年生），譜名維民；夫人李敏，女兒孔垂茜
      - 孫：孔偉（1956年生），譜名維中；夫人戴瑞萍，兒子孔垂平

    - 次子：孔德塏，早夭
    - 三子：孔德堅（1926年—1998年），出繼孔令譽（孔祥玑嗣子、孔德成堂伯父），居北京；南开大学畢業、中华人民共和国化学工业部化工司總工程師
    - 媳婦：丁學理
      - 孫：孔維群（1961年生），北京工业大学畢業、中国家用电器研究院高級工程師；夫人劉瑛，育有一子孔垂濱
      - 孫女：孔維英（1969年生），北京銀行學校畢業、招商银行北京分行職員；夫周得意，居北京

    - 四子：孔德墴（1929年生），南京大学畢業，加入中国人民解放军後遷居昆明市，官至雲南煙草專賣局和省煙草公司黨委書記
    - 媳婦：黃美鳳
      - 孫女：孔維凡（1958年生），夫陳紹華
      - 孫：孔維力（1965年生），昆明醫學院畢業、雲南煙草公司辦公室主任；夫人鄧斌，育有一子孔垂靜

    - 三女：孔德塽，夫曹根市